# ARA Heroína (P-32)
ARA Heroína (P-32) (рус. Эрои́на — «героиня»), ранее USS Reading (PF-66) («Ридинг») — фрегат ВМС Аргентины типа «Такома», производившегося для нужд ВМС США. Участвовал во Второй мировой войне.

## История службы
После продажи Аргентине 8 февраля 1947 года фрегат получил имя «Эроина», в честь корабля Дэвида Джуэтта, участвовавшего в конфликте с Британией из-за Фолклендских островов. Второй корабль аргентинского флота с этим именем.
В 1949-м включен в состав противолодочных сил. Этот год был омрачён в Аргентине трагической гибелью тральщика «Фурнье», налетевшего 22 сентября на необозначенную на картах подводную скалу в Магеллановом проливе. ARA Heroína (P-32) участвовала в транспортировке останков экипажа корабля из Ушуайи. В том же году в составе экспедиции участвует в 11-й аргентинской антарктической кампании.
В период с 1948 и 1961 входил в состав Дивизиона фрегатов, объединявшего корабли «Эркулес», «Эроина», «Саранди» и «Сантисима Тринидад».
16 сентября 1955 года в стране началась антиперонистская «Освободительная революция». «Эроина», под командованием капитана Сесара Гориа (исп. César E. Goria), вставшая на сторону мятежного генерала Лонарди, вместе с фрегатами «Эркулес» и «Саранди» участвовала в блокаде побережья.
В 1957 фрегат участвует в учениях «Тюлень» (исп. Operativo "Foca"). В 1955 и 1961 посещает Буэнос-Айрес.
В конце 1950-х, с вводом в строй новых аргентинских фрегатов «Азопардо» и «Пьедра Буэна», заложенных ещё в годы Второй мировой войны, активность «Эроины» снижается.

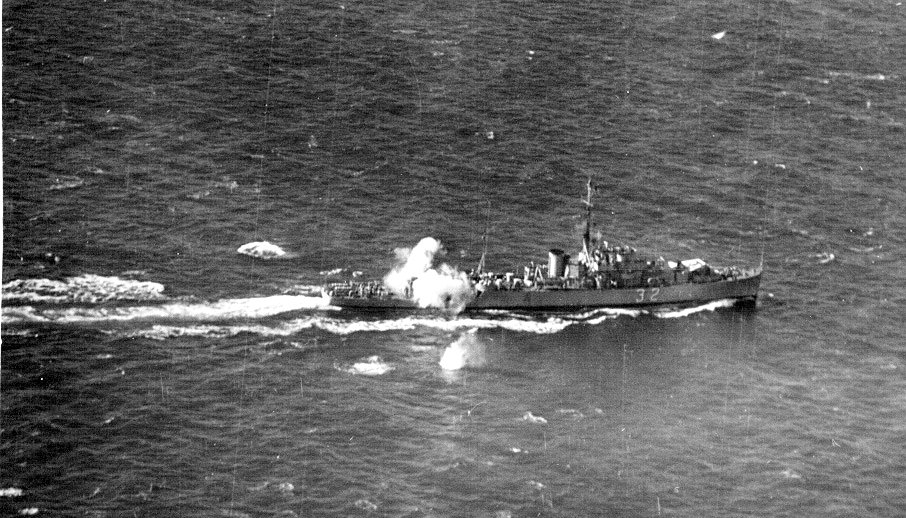
«Эроина» на учениях производит пуск глубинной бомбы

19 августа 1959, в 22:17 часов, во время упражнений в заливе Сан-Хорхе, фрегат зафиксировал неопознанную подводную лодку. Была замечена рубка субмарины. 20 августа на место были направлены авианосец «Индепенденсия» и другие противолодочные корабли. 21 августа начинаются активные поиски, но безуспешно. Хотя сообщалось, что танкер «Ла-Плата» нефтяной компании YPF заметил в 18:00 часов того же дня подводную лодку на поверхности в районе с координатами 44°36′ ю. ш. 64°56′ з. д..
7 июня 1961 корабль выведен из состава Дивизиона фрегатов, в котором он служил в течение четырнадцати лет подряд. В том же году переоборудован в метеорологическое судно.
С 1962 по 1964 находится в резерве на базе Рио-Сантьяго, без команды и вооружения. Приказом Nº 5.965 от 5 августа 1964 (B. N. P. 185/64) выведен из состава флота и выставлен на продажу.

## Список командиров корабля

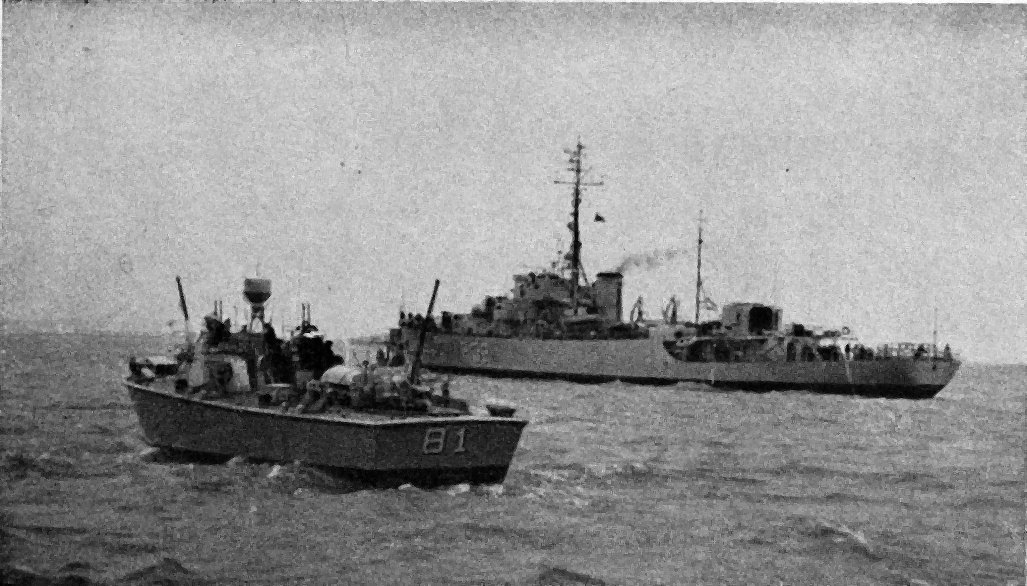
Heroína с торпедным катером LT-81

Источник Historia y Arqueologia Marítima
| Год       | Ф. И. О.           | Оригинал (исп.)     | Звание              | Примечание                                  |
| --------- | ------------------ | ------------------- | ------------------- | ------------------------------------------- |
| 1948/49   | Раймундо Палау     | Raimundo Palau      | Капитан-де-фрагата  |                                             |
| 1949      | Эктор Петерсен     | Héctor R. Petersen. | Капитан-де-фрагата  |                                             |
| 1949/1950 | Агустин Пенас      | Agustín R. Penas    | Капитан-де-фрагата  |                                             |
| 1950      | Самуэль Лусурьяса  | Samuel Luzuriaza    | Капитан-де-фрагата  | январь-апрель                               |
| 1951      | Самуэль Лусурьяса  | Samuel Luzuriaza    | Капитан-де-фрагата  |                                             |
| 1952      | Лисандро Янци Оро  | Lisandro Yanzi Oro  | Капитан-де-фрагата  |                                             |
| 1953      | Педро Кабельо Мова | Pedro Cabello Mova  | Капитан-де-фрагата  |                                             |
| 1954      | Педро Арансет      | Pedro H. Arancet    | Капитан-де-фрагата  |                                             |
| 1955      | Сесар Гориа        | César E. Goria      | Капитан-де-фрагата  |                                             |
| 1956      | Луис Мартин        | Luis A. Martín      | Капитан-де-фрагата  |                                             |
| 1957      | Константино Фрагио | Constantino Fraguio | Капитан-де-фрагата  |                                             |
| 1958      | Хуан Дюперре Тости | Juan Duperre Tosti  | Капитан-де-фрагата  |                                             |
| 1959      | Агустин Ледесма    | Agustín Ledesma     | Капитан-де-фрагата  |                                             |
| 1960/61   | Эдуардо Давью      | Eduardo E. Daviou   | Капитан-де-фрагата  | до августа                                  |
| 1961      | Хулио Гомес Давила | Julio Gómez Dávila  | Капитан-де-корбетта | отвечал за вывод корабля из боевого состава |